# Blastòmer

Diagrama d'un blastocist, amb la seva membrana (trofoblast), la seva cavitat (blastocel), la massa cel·lular interna (embrioblast); amb relació a l'endometri.

Els blastòmers són un tipus de cèl·lules embrionàries animals indiferenciades resultants de la segmentació del zigot després de la fecundació. Aquestes cèl·lules tenen totipotencialitat.
En els humans, els blastòmers són produïts després de la fecundació i es divideixen per mitosi. Dos dies després de la fecundació hi ha 4 blastòmers, i entre 7 i 8 al tercer día.
Quan l'ou fecundat té més de 32 blastòmers s'anomena mòrula.
Posteriorment es produeix la blastulació, que representa l'inici de la diferenciació cel·lular de tal manera que un grup de blastòmers se situen formant un embolcall extern denominat trofoblast, que posteriorment donarà origen a la placenta, mentre que altres s'agrupen constituint la massa cel·lular interna o embrioblast que donarà origen a l'embrió.

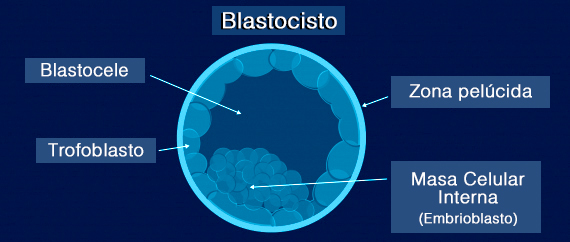
Estructura d'un Blastocist.